# Dimitrije Nikolić
Dimitrije Nikolić (in serbo Димитрије Николић?; Kragujevac, 6 agosto 1997) è un cestista serbo.